# 若草大橋有料道路

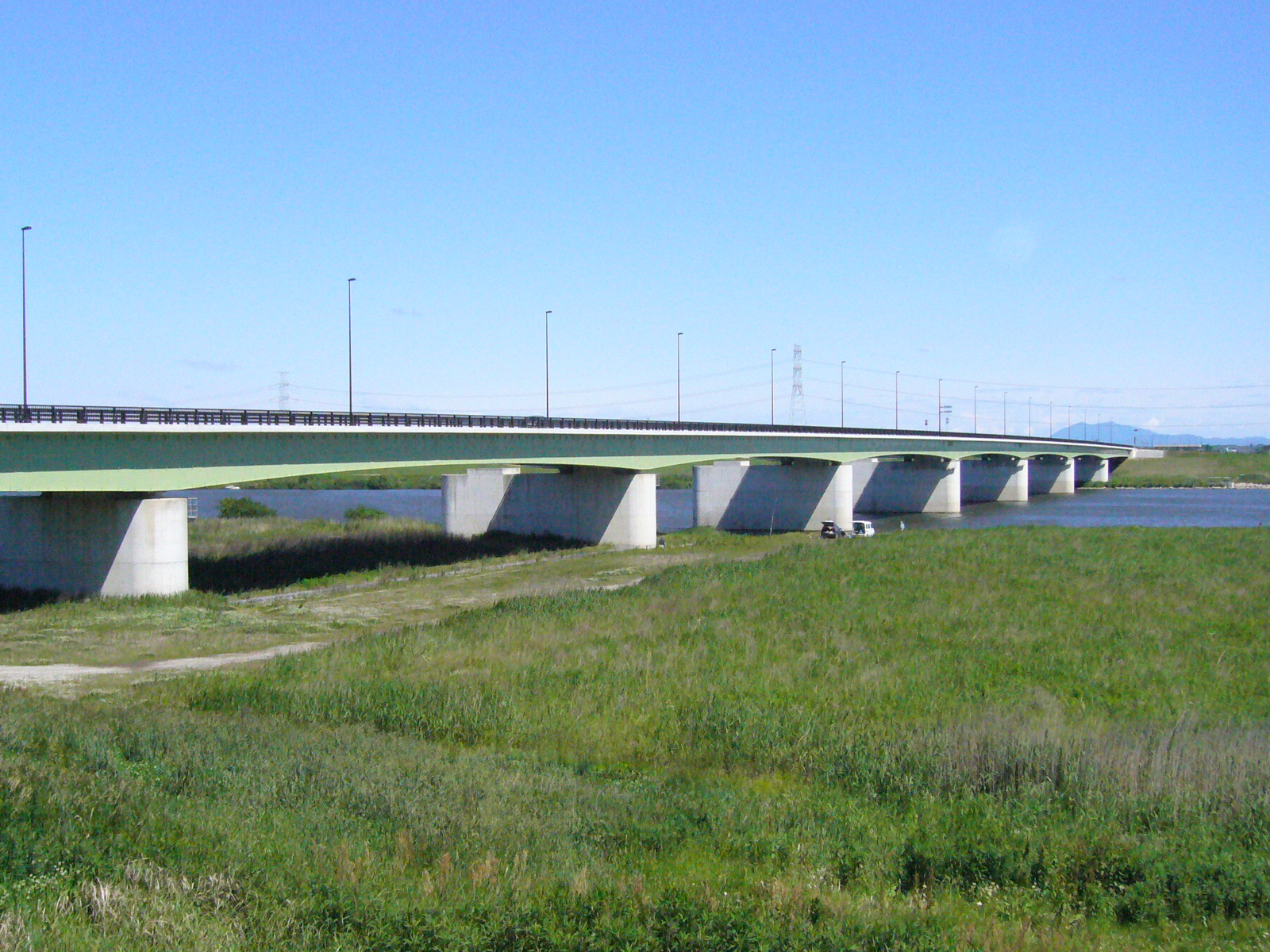
若草大橋と筑波山

若草大橋有料道路（わかくさおおはしゆうりょうどうろ）は、千葉県印旛郡栄町と茨城県北相馬郡利根町を利根川を跨いで結ぶ、茨城県道路公社管理の有料道路である。

## 概要
- 路線：茨城県道・千葉県道68号美浦栄線
- 接続路線
  - 茨城県側：茨城県道11号取手東線
  - 千葉県側：国道356号安食バイパス
- 総延長：1.7 km

利用促進のため、2010年（平成22年）1月1日から3月31日まで無料で通行できた。同年4月1日以降は通常料金に戻されている。
料金徴収時間は6時から20時となっている。

## 沿革
- 2001年（平成13年）

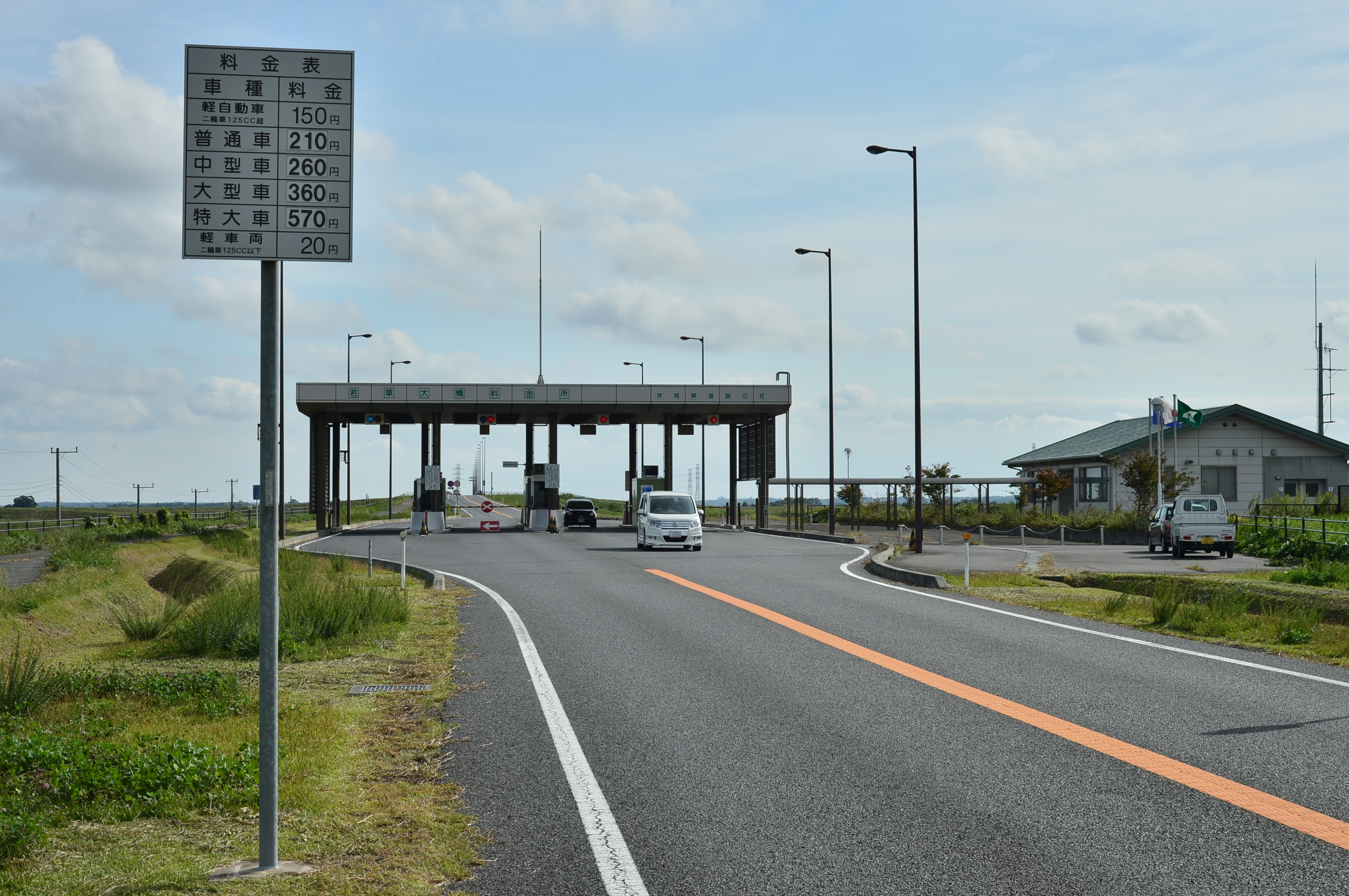
若草大橋料金所

  - 9月19日：仮称「第二栄橋有料道路」として着工。
  - 11月15日：千葉県側工区（橋梁部）を着工[1]。
- 2002年（平成14年）8月2日：茨城県側工区（料金所付近・橋梁部）を着工[2]。
- 2005年（平成17年）4月4日：橋梁本体を着工[3]。
- 2006年（平成18年）
  - 1月10日：茨城県北相馬郡利根町大字加納新田（県道取手東線交点 - 橋梁部）の取付道路工区を着工[4]。
  - 2月3日：千葉県印旛郡栄町大字北（橋梁部 - 国道356号交点）の取付道路工区を着工[5]。
  - 3月31日：若草大橋有料道路の建設工事完了[6]。
  - 4月18日：開通[7]。通行料金徴収開始（軽自動車等150円、普通車200円、中型車250円、大型車350円、特大車550円、軽車両等20円）[8]。
- 2014年（平成26年）4月1日：通行料金改定（軽自動車等150円、普通車210円、中型車260円、大型車360円、特大車570円、軽車両等20円）[9]。
- 2015年（平成27年）7月18日：夏季限定で無料開放される（- 8月31日まで）[10]。
- 2019年（令和元年）10月1日：通行料金改定（軽自動車等160円、普通車210円、中型車260円、大型車370円、特大車580円、軽車両等20円）[11]。
- 2023年（令和5年）3月27日：料金の障害者割引率を50%以下に変更[12]。
- 2036年（令和18年）4月17日：料金徴収期間終了（予定）。

## 今後の展開
千葉茨城道路として、龍ケ崎市地区から成田市地区、また千葉ニュータウン方面へのアクセスとしての道路軸になることが予想される。従来は栄橋のバイパスとしての要望が強く、県道千葉竜ケ崎線の一部としての建設とする計画もあった。

## 隣の橋
- 利根川

（上流） - 利根川橋梁 - 栄橋 - 若草大橋 - 長豊橋 - 常総大橋 - （下流）